# MTV Unplugged +3
MTV Unplugged +3 è un album-video registrato live della cantante statunitense Mariah Carey, pubblicato nel 1992. Il video è uscito in VHS nel 1992 e in DVD nel 2006.

## Tracce
1. Emotions
2. If It's Over
3. Someday
4. Vision of Love
5. Make It Happen
6. I'll Be There
7. Can't Let Go
8. Make It Happen (video)
9. Can't Let Go (video)
10. Emotions (12" club video edit)